# 高惟岡
高惟岡（？—？），字仲瞻，號瑞山，陕西延安府葭州神木县（今陕西榆林神木市）軍籍，明朝政治人物。

## 生平
萬曆二十二年（1594年）甲午科陕西乡试第七名举人，二十六年（1598年）戊戌科會試第二百六十五，廷試三甲第二十名進士，都察院觀政，初任山西临晋县知县，修舉废堕，自县治、学宫、城垣一切聿新。又于蛾眉顶筑文星台，下建文昌阁，以聚風氣。三十二年擢南京兵部主事，丁憂歸。三十七年補工部主事，三十八年管清江厂，三十九年养病，四十二年復除都水司主事，四十三年調兵部主事，四十六年升车驾司员外郎，四十七年晉武选司郎中，四十七年九月升河南右參政兼按察司僉事。天啓元年（1621年）闲住。

## 家族
曾祖高翔，指挥、明威將軍。祖父高暘，參將、鎮國將軍。父高繼元，舍人。母王氏。永感下。兄惟岩。